# Andrew Paulin
Andrew Paulin (* 29. November 1958 in Palo Alto) ist ein ehemaliger US-amerikanischer Radrennfahrer.

## Sportliche Laufbahn
An der Internationalen Friedensfahrt nahm er 1987 teil, als die USA zum zweiten Mal bei der Rundfahrt mit einer Nationalmannschaft an den Start gingen. Er beendete die Tour als 43. des Gesamtklassements. 1986 gewann er einige Etappen bei kleineren Rundfahrten in den USA. 1987 gewann er die Goldmedaille bei den Panamerikanischen Spielen im Mannschaftszeitfahren mit Kent Bostick, John Frey und Steve Hegg.
1989 wurde er Berufsfahrer. Seinen ersten Vertrag erhielt er im belgischen Radsportteam ADR, in dem sein Landsmann Greg Lemond Kapitän war. Er blieb bis 1992 als Profi aktiv, gewann in dieser Zeit einige kleinere Rennen in Nordamerika.